# Диодот II
Диодот II (стгрч. ΔιοδοτοςΔιοδοτος), познат као Теос (Θεος; од старогрчког „Божански“; погубљен око 225. п. н. е., Бактрија), - други независни хеленистички краљ Грчко-бактријске краљевине. Син првог краља, Диодота I, Диодот II је наследио престо од њега 236/5. године п. н. е. Напустио је очеву политику усмерену на конфронтацију са владаром племена Парни, Аршаком I, који је заузео Партију, и ступио са њим у савез против Селеукида, помажући Парнима у одбијању контраофанзиве Селеука II. Збацио га је његов вазал Еутидем I, сатрап Согдијане, који је основао нову династију грчко-бактријанских краљева.

## Биографија
Диодот II је био син Диодота I, првог грчко-бактријанског краља и последњег селеукидског сатрапа Бактрије. Према В. Тарну, његова мајка није била селеукидска принцеза, са којом се Диодот I оженио 246. п. н. е. и претходна супруга монарха, пошто је Диодот II дефинитивно био пунолетан када је наследио престо. Могао је да има и брата Антиоха Никатора, хипотетичког краља Бактрије, за чије постојање се зна само из нумизматичких података. Око 250. године п. н. е. Диодот I је прогласио независност. Током своје владавине одбио је напад племена Парни које је предводио Аршак I, а када је овај заузео Партију, ушао је у активну конфронтацију са њима, због чега је могућност отвореног сукоба постала веома велика. Међутим, 236/235. године п. н. е. Диодот I је изненада умро, а Диодот II је наследио свог оца на краљевском престолу.
Дошавши на власт, Диодот II је раскинуо савез који је његов отац закључио са Селеукидима и закључио одбрамбени пакт са Парнима. Н. Овертум је навео неколико могућих разлога за тако оштру промену спољне политике Грчко-бактријске краљевине Диодота II. Прво, у време доласка на власт, није имао утицај свог оца, а мировни уговор и савез са Парнима дали су му могућност да задржи власт и ојача своју политичку позицију. Друго, рат са Партијом био је опасан за само постојање Грчко-бактријске краљевине. Осим тога, обе државе су биле угрожене од Селеукида, који су по завршетку грађанског рата припремали војну кампању за обнову власти у својим некадашњим источним поседима, који су отели контроли. Мир са Грчко-Бактријом је такође био од користи Аршаку I, јер му је дао времена да асимилује своје номадско племе са Партима и створи јаку државу. Страхови Арсакида и Диодота II у вези са предстојећим ратом са Селеукидима нису били неосновани. Након што је склопио мир са својим побуњеним братом Антиохом Хијераксом, Селеук II је започео свој источни поход.
Почетак ове офанзиве био је успешан за Грке. Неки аутори су писали да је Аршаку I у одбијању напада помогао његов нови бактријски савезник, али је то немогуће са сигурношћу утврдити из доступних извора. Селеук II се нашао између две савезничке земље, и претрпео је пораз у овој кампањи – а можда је чак био и заробљен. По Јустину, Дан победе постао је званично прослављени датум независности земље за Парте. Међутим, Селеукиди нису признавали краљевску титулу за владаре Бактрије до опсаде Бактре од Антиоха III 208-206. п. н. е., када је Селеукидски монарх признао Еутидема I за краља.
Средином 220-их година пне. (или, према грчком историчару Полибију, око 225. п. н. е.) сатрап Согдијане Еутидем је узурпирао престо од Диодота II и погубио краља и потпуно истребио његову породицу. Парти, који су имали повољне односе са Диодотом, имали су све разлоге да не верују његовом наследнику, који је био „амбициозан и непредвидив“. Савез, који је имао јасну антиселеукидску оријентацију, је пропао, а односи између Партије и Бактрије поново су постали непријатељски. Према Ј. Лернеру, у 20 година од инвазије Селеука II до похода Антиоха III на Исток, „политичко непријатељство [између Партије и Бактрије] достигло је исти ниво напетости који је био у односима између Аршакса I и Диодота I. Слично мишљење је делио и римски историчар Амијан Марцелин, који је нагласио да је ово ривалство једно од најжешћих.